# لوئیجی کاریلو
لوئیجی کاریلو (انگلیسی: Luigi Carillo؛ زادهٔ ۸ اوت ۱۹۹۶) بازیکن فوتبال است.
از باشگاه‌هایی که در آن بازی کرده‌است می‌توان به باشگاه فوتبال کاتانیا اشاره کرد.